# Карась, Анатолий Андреевич
Анатолий Андреевич Кара́сь (3 января 1940, с. Воронцово, Московская область, РСФСР — 19 апреля 2017, Киев, Украина) — советский и украинский сценарист, редактор, режиссёр. Заслуженный работник культуры УССР (1981).

## Биография
Родился в рабочей семье. В 1971 году окончил факультет журналистики КГУ имени Т. Г. Шевченко. Работал в газете «Вечерний Киев», редактором студии «Укркинохроника», главным редактором этой студии, режиссёром документального кино.
Автор и режиссёр более десяти короткометражных и полнометражных документальных фильмов.
Член Национального союза кинематографистов Украины.

## Фильмография
Вёл ленты: «Будущее начинается сегодня» (1974), «Стратегия качества» (1976), «Слово о пятилетке», «Командармы индустрии» (1980), «Не тронь меня» (1981) и другие.

### Сценарии
- «Идёт рабочий патруль» (1973)
- «О дружбе поёт Украина» (1974)
- «Марко Черемшина» (1975)
- «Дед Иван из села Река» (1978)
- «Мир и созидание» (в соавторстве с В. Н. Кузнецовым) (1981)
- «Утро республики» (в соавторстве; реж. А. Фёдоров) (1983)
- «Забастовка» (в соавторстве, сценарист и сорежиссёр с В. Г. Шкуриным) (1990)
- «Выпад» (фильм 2-й); …И что есть в нас душа; Седьмой президент (1992)
- «Гостили гости у тёти Марии; Возвращённая самостоятельность». Фильм 108 (в документальном цикле «Неизвестная Украина. Очерки нашей истории») (1993)
- «Украина: предрассветные огни» (1994)
- «Любите Украину» (1996)

## Награды и звания
- Заслуженный работник культуры УССР (1981)
- Государственная премия Украины имени Тараса Шевченко (1993) — за документальную кинодилогию «Июльские грозы» («Стачка», «Выброс»)
- III премия литературного конкурса «Коронация слова» (2001) — за киносценарий «Медалист»